# Jules Verne
(Guido Gozzano, In morte di Giulio Verne)
Jules Gabriel Verne, spesso italianizzato in Giulio Verne (Nantes, 8 febbraio 1828 – Amiens, 24 marzo 1905), è stato uno scrittore francese.
È tra i più importanti autori di storie per ragazzi, e grazie ai suoi romanzi scientifici è considerato, assieme a H. G. Wells, l'iniziatore della moderna fantascienza. Giunse al successo nel 1863, quando si dedicò proprio al racconto d'avventura.
Tra le numerosissime opere di Verne, note in tutto il mondo, vi sono romanzi come Viaggio al centro della Terra, Dalla Terra alla Luna, L'isola misteriosa, Ventimila leghe sotto i mari e Il giro del mondo in 80 giorni, da cui sono stati tratti numerosissimi adattamenti diretti o indiretti per altri mass media come cinema, fumetto, serie TV dal vivo e in animazione e molto altro. Con i suoi racconti ambientati nell'aria, nello spazio, nel sottosuolo e nel fondo dei mari, Verne ispirò scienziati e applicazioni tecnologiche delle epoche successive. Verne è anche uno degli autori più letti in lingua straniera.

## Biografia

### Gioventù
Jules Verne nasce l'8 febbraio 1828 a Nantes, città portuale della Francia occidentale. Figlio di Pierre Verne e di Sophie Allotte de La Fuÿe, borghesi, Jules fu il primo di cinque fratelli. Gli altri quattro erano Pierre Paul, nato nel 1829, Anne "Anna", nata nel 1836, Mathilde, nata nel 1839 e Marie, nata nel 1842.
Nel 1839, a 11 anni, fuggì di casa, imbarcandosi su una nave diretta nelle Indie; ma il padre magistrato lo ritrovò immediatamente a Paimbœuf nei Paesi della Loira. La fuga nelle Indie era motivata dal desiderio di regalare a sua cugina Caroline Tronson, di cui era follemente innamorato, una collana di coralli. 
Studiò retorica e filosofia al liceo di Nantes, e scrisse dei poemi e due tragedie in versi. Per via della sua vocazione letteraria, visse un contrasto intenso con il padre, un avvocato che avrebbe voluto tramandare in lui la professione, e dunque, concluso il liceo, partì controvoglia per Parigi, dove portò a termine gli studi di giurisprudenza. Parigi si trovava però in un periodo di grandi disordini: cacciato nel febbraio del 1848 re Luigi Filippo, era stato istituito il governo provvisorio della Seconda Repubblica francese ed in città erano state di nuovo innalzate le barricate.
Nella capitale, oltre a stringere amicizie con molte persone in vista, trascorse molto tempo nei circoli letterari (dove ebbe modo di conoscere Alexandre Dumas) e nella Biblioteca nazionale, informandosi e documentandosi su casi scientifici e storici, tanto da trascrivere un'infinità di appunti.

### Inizio della carriera letteraria

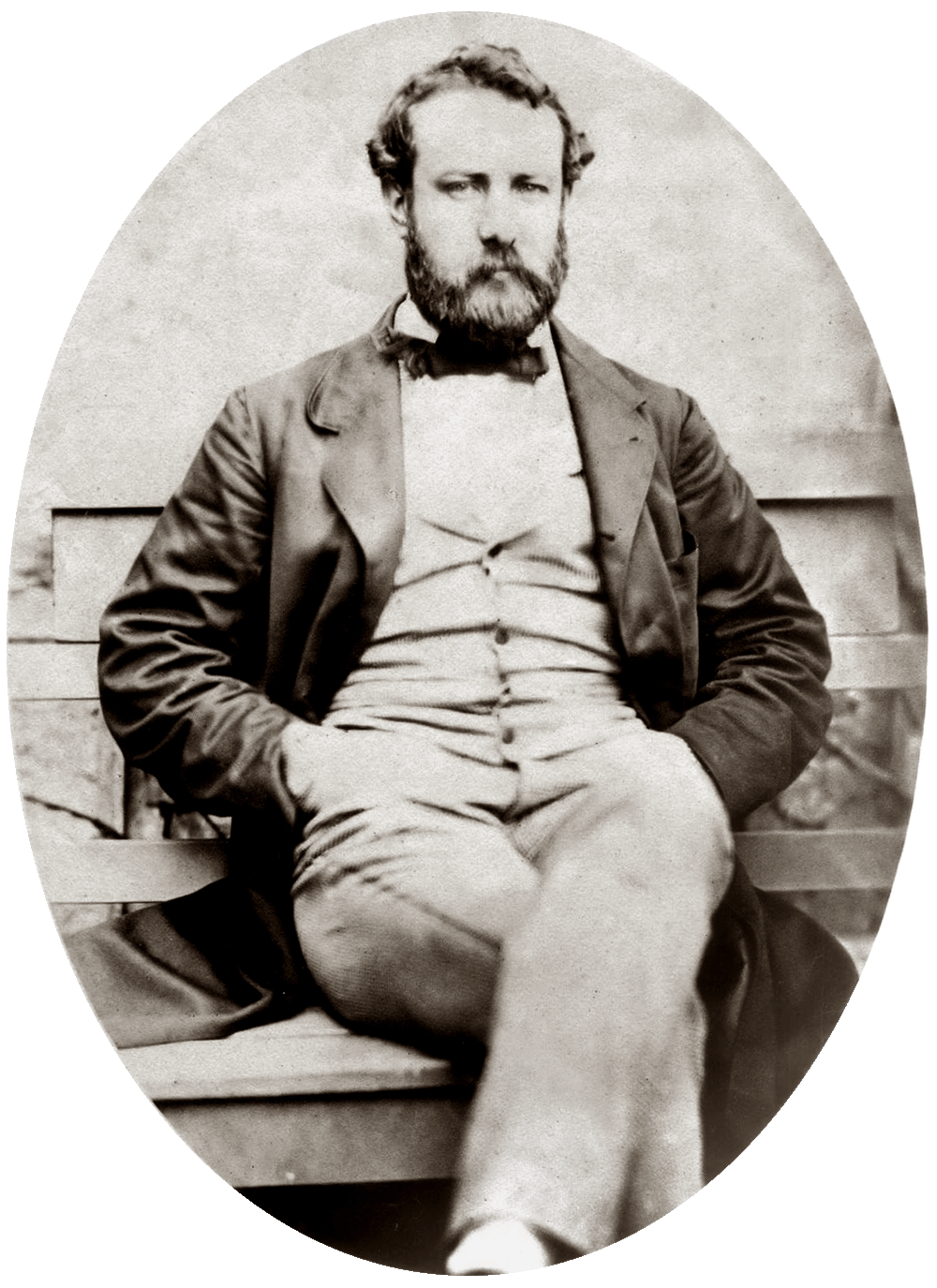
Jules Verne intorno al 1856

Intorno al 1848 iniziò, assieme a Michel Carré, a scrivere libretti per operette.
Per alcuni anni la sua attenzione si divise tra il teatro e il lavoro, ma alcune storie di viaggi che scrisse per il Musée des Familles gli rivelarono il talento per la scrittura di opere d'immaginazione.
Nel 1850 abbandonò definitivamente la carriera giuridica per dedicarsi alla letteratura. Scrisse commedie e tragedie per il teatro, sia pure con scarso successo (uno dei titoli che si ricorda è Pailles rompues, Le paglie rotte). Tramite la conoscenza di Alexandre Dumas figlio convinse il di lui omonimo padre a rappresentarlo nel suo teatro chiamato Théatre Historique. Altri scritti, come Les Premiers navires de la marine mexicaine e Un Drame dans les airs, compaiono sul Musée des familles nel 1851. Nel 1852 Jules Verne divenne segretario del Théâtre Historique (vecchio nome del Théâtre Lyrique, ora Théâtre de la Ville), per poi passare all'Opéra-Comique.
Nel 1857 sposò Honorine Anne Hébée Morel (nata du Fraysne de Viane), una ricca vedova che gli garantì una discreta indipendenza economica, e nel 1861 i due ebbero un figlio, Michel, che si unì alle due figlie della precedente unione, Valentine Morel (nata nel 1852) e Suzanne Morel (nata nel 1853). Non fu un legame molto felice.
All'età di trentacinque anni, nel 1862, intraprese la carriera di scrittore, carriera che continuò fino alla morte nel 1905. A tale anno risale anche la pubblicazione postuma di molti suoi lavori: sessantadue romanzi e diciassette racconti.
Il successo di Verne si dovette in gran parte all'editore Pierre-Jules Hetzel, il quale, dopo aver pubblicato nel 1863 un suo primo volume di racconti, Cinque settimane in pallone, gli propose un contratto di 20 anni con l'impegno di pubblicarne tre all'anno, consentendo all'autore di abbandonare l'impiego di agente di cambio e dedicarsi completamente alle sue opere.

### Iviaggi straordinari

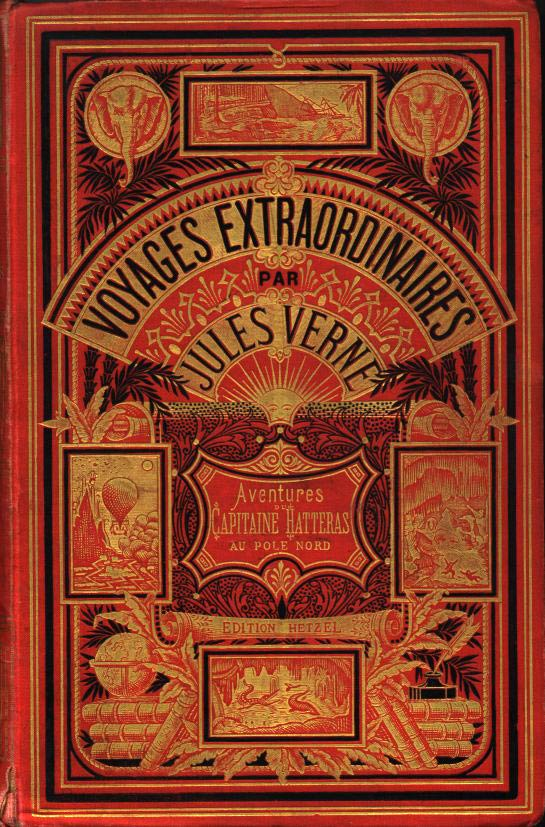
Una tipica copertina per un libro di Verne di Hetzel. L'edizione è Les Aventures du Capitaine Hatteras au Pôle Nord, collana "Aux deux éléphants".

Per i suoi Viaggi straordinari scrisse 62 romanzi e 18 novelle, che tuttavia per la critica sono considerati un genere minore.
Il romanzo Cinque settimane in pallone era ispirato alle imprese pionieristiche dell'amico fotografo Nadar, che nel 1863 aveva costruito un enorme pallone aerostatico, Le Géant ("Il gigante"); il fallimento del progetto convinse Nadar che il futuro dell'aeronautica sarebbe appartenuto ai mezzi più pesanti dell'aria, istituendo un'associazione per la loro promozione, della quale Verne fu segretario. Lo scrittore si ispirò all'amico Nadar per il personaggio di Michel Ardan del romanzo Dalla Terra alla Luna (1865).
Nel 1863 scrisse Parigi nel XX secolo, che venne però rifiutato dall'Editore Hetzel e dovrà attendere 130 anni per essere pubblicato: nel 1989, un pronipote di Verne fece aprire una vecchia cassaforte di cui si erano perdute le chiavi, e scoprì così il manoscritto dell'opera, che l'editore Hachette pubblicò, poco convinto, nel 1994; in pochi giorni ne vennero vendute 200 000 copie.
Nel 1864 Verne dedicò un tributo a Edgar Allan Poe (Edgar Poe et ses oeuvres). Nel 1866 affittò una casa in una cittadina sull'estuario della Somme, Le Crotoy, dove comprò il suo primo battello, con il quale iniziò a navigare nel Canale della Manica e lungo la Senna.
Il 16 marzo 1867, in compagnia del fratello Paul, si imbarcò sul piroscafo Great Eastern (la più grande nave del mondo) a Liverpool, esperienza da cui ricavò il romanzo Una città galleggiante (1870). Nello stesso anno terminò uno dei suoi romanzi più famosi, 20.000 leghe sotto i mari. Nel 1873 pubblicò il romanzo Il giro del mondo in 80 giorni, grazie al quale l'anno successivo poté acquistare lo yacht Saint-Michel II. Nel 1878 navigò da Lisbona ad Algeri sul Saint-Michel III.
Meticoloso nel lavoro di ricerca a tavolino, fra le sue molteplici attività letterarie e di viaggio Verne riuscì a trovare anche il tempo per completare un'opera geografica; raccolse inoltre dati scientifici, sempre nel campo della geografia, della zoologia, della fisica, della chimica e della tecnologia; il suo indice a schede arrivò a comprendere più di ventimila voci. Recentemente, nei depositi della Biblioteca municipale di Nantes è stato scoperto un inedito, composto da sei fogli autografi e datato 1869, parte di un'introduzione che Verne dedicava ai grandi esploratori della terra.
Nel 1872, su richiesta della moglie, si trasferì ad Amiens, città natale della moglie, dove fece vita brillante e divenne, tra le altre cose, membro e poi direttore dell'Académie des Sciences, des Lettres et des Arts. Vi conobbe e fu amico del pittore Jean de Francqueville (1860-1939), che invitava spesso sulla sua barca. Quello stesso anno, venne insignito del Prix Montyon dell'Accademia di Francia.

### La biografia di Colombo

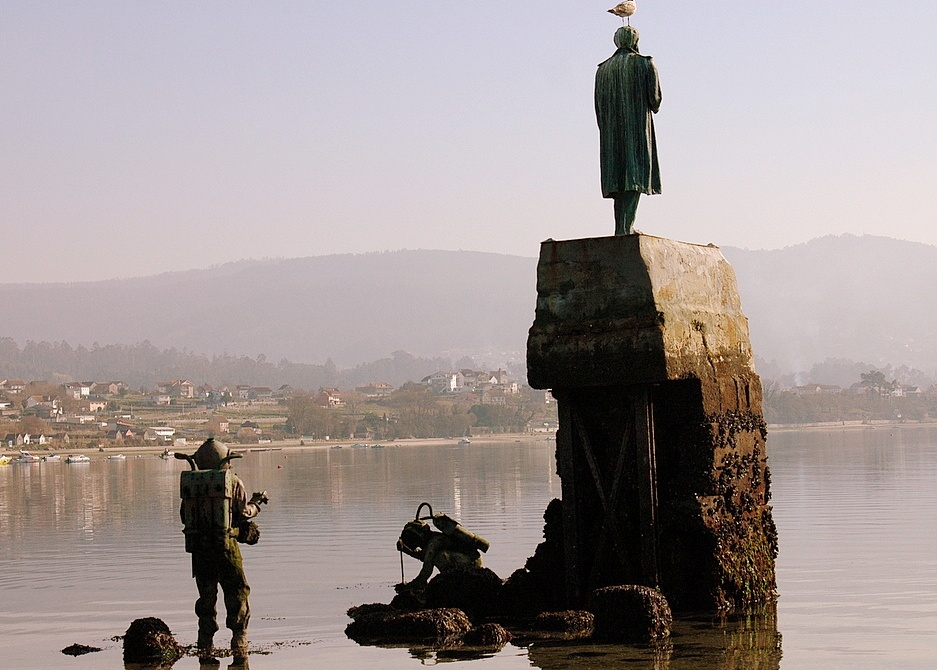
Monumento celebrativo dell'opera di Verne a Redondela, in Galizia

Appassionato di viaggi e di vicende esotiche, Verne è stato autore anche di una sorta di romanzo-verità, più che di una biografia, sulla figura di Cristoforo Colombo. Il libro, intitolato semplicemente con il nome del grande navigatore, fu pubblicato nel 1882, sempre dall'editore Hetzel. Essendo nota la sua simpatia per figure leggendarie come quella di Colombo, Verne dipinse il navigatore genovese in maniera epica, alla stregua di un valoroso (e anticipatore) Capitano Nemo, ma non rinunciò a una documentazione storico-scientifica assolutamente all'altezza della situazione.
Per ricostruire i quattro viaggi di Colombo alla scoperta dell'America poté usufruire della collaborazione di Gabriel Marcel, geografo della Biblioteca nazionale di Francia. Questa amicizia consentì a Verne di attingere abbondantemente dai documenti originali e dalle riproduzioni di lettere e dispacci dello stesso Colombo (va ricordato che il diario originale del navigatore, andato perduto, fu riscritto da Bartolomé de Las Casas).

### Il "periodo nero"

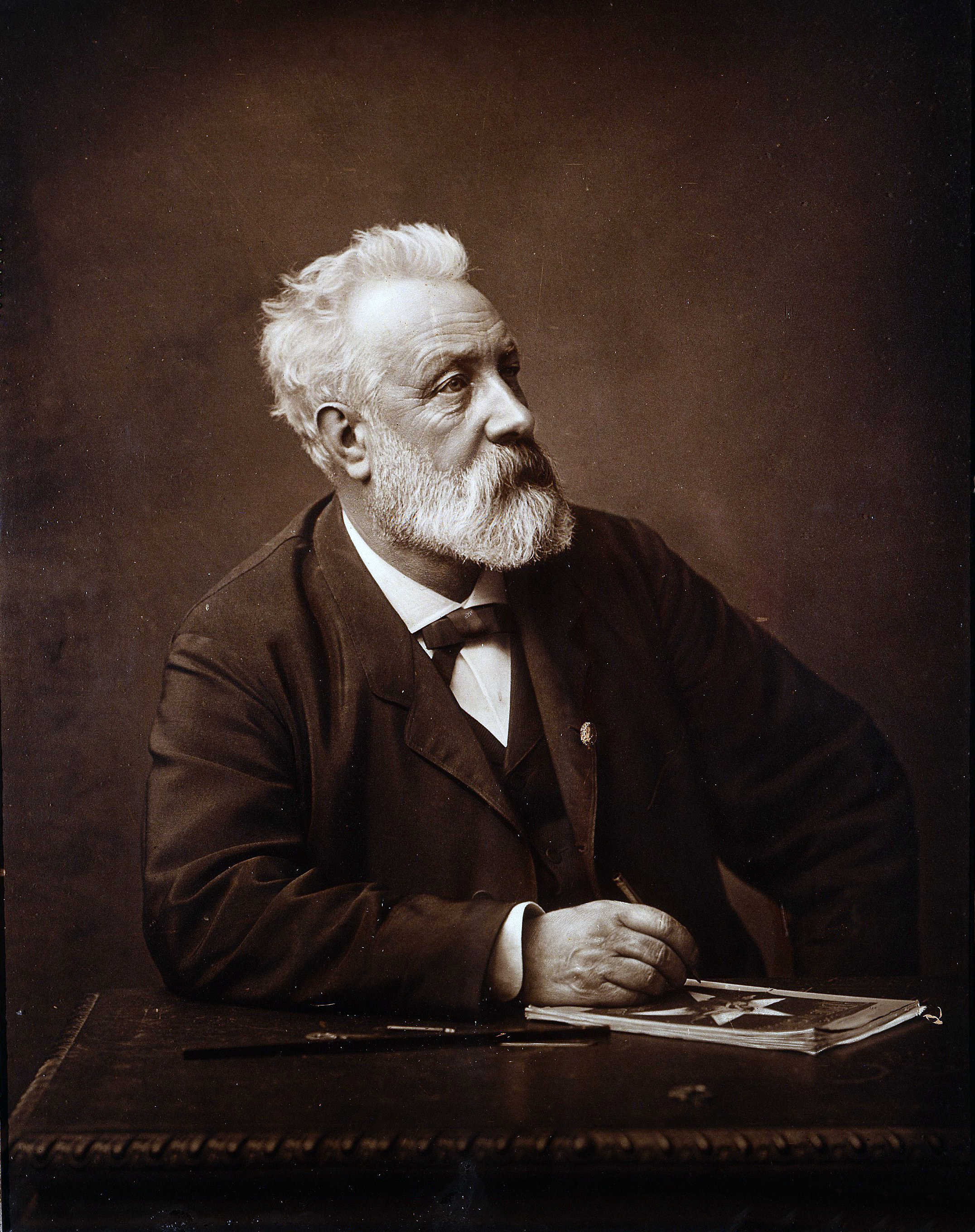
Verne nel 1892

Nel 1886 iniziò per Verne quello che lui stesso indicò come il "periodo nero" della sua vita. Si susseguirono le morti di persone molto vicine a lui, tra cui l'editore Hetzel. Tormentato dalla nevrosi, da una moglie bisbetica, da un figlio difficile che finirà in riformatorio e dal nipote psicotico Gaston che tenterà di assassinarlo, Verne fu colpito da una paralisi alle gambe e finì la sua vita su una sedia a rotelle.
Lo scrittore non perse però la sua inventiva, ma certamente cambiò non solo lo stile, ma anche le tematiche dei suoi romanzi, che si fecero più complesse, più oscure e meno adatte ad un pubblico infantile: ciò si nota in opere di questo periodo come Robur il conquistatore e Il castello dei Carpazi. Le opere successive al 1892 sono sempre più caratterizzate dal pessimismo e dall'amarezza manifestata verso il genere umano da Verne, che sempre più spesso mise in guardia dall'uso malefico che può essere fatto della scienza (come in Padrone del mondo, seguito di Robur, ormai reso folle dalla sete di potere).

### Gli ultimi anni
Nel 1888 Verne divenne consigliere comunale di Amiens. Nel 1903 presiedette il gruppo degli esperantisti della cittadina francese.
Morì nel 1905 ad Amiens, a settantasette anni di età, ormai quasi cieco, sofferente di diabete e colpito da paralisi. Fu sepolto ad Amiens nel cimitero della Maddalena.
Suo figlio Michel fece pubblicare molte sue opere rimaste inedite in forma probabilmente riadattata.

## Critica

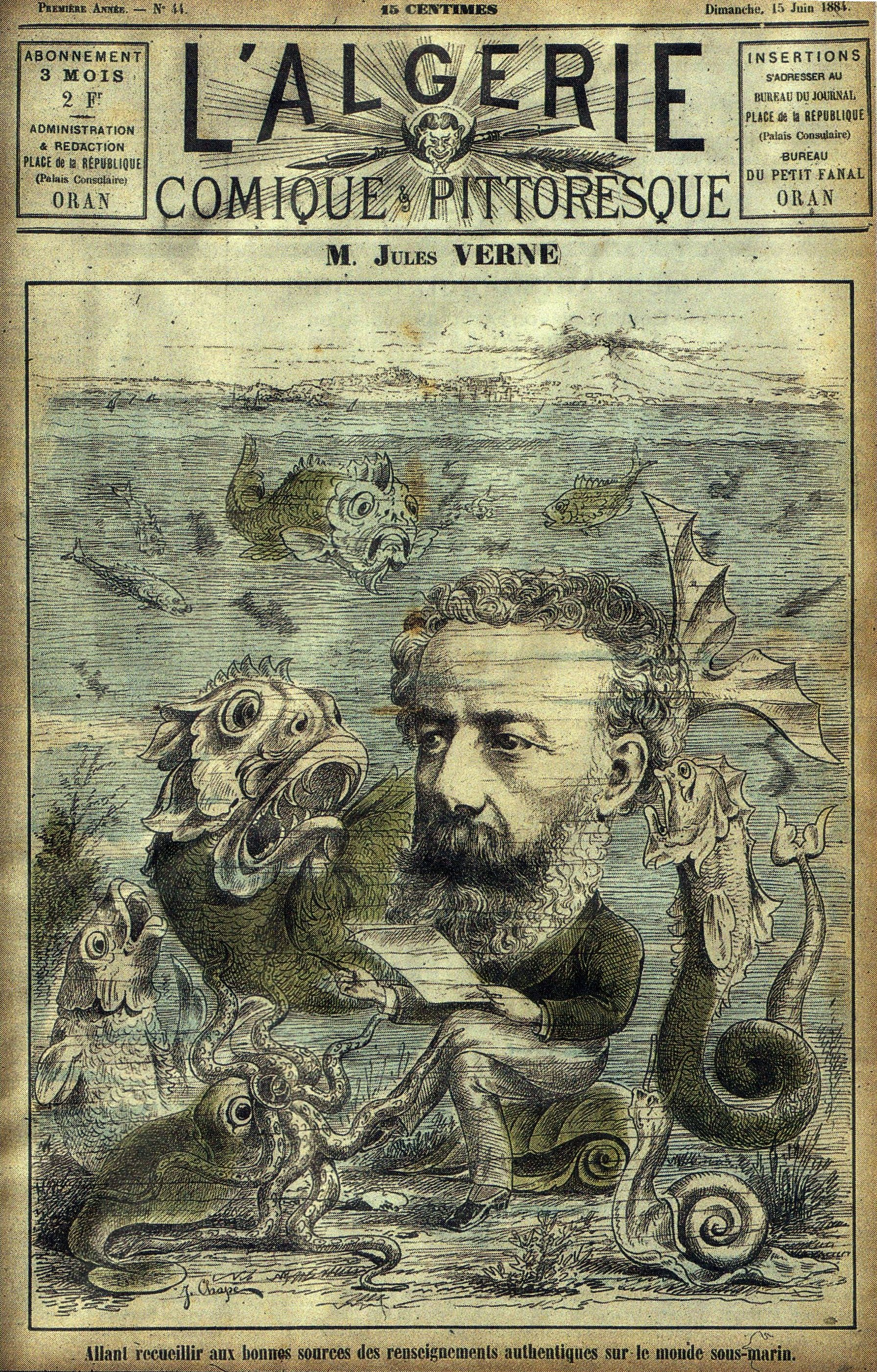
Caricatura di Verne del 1884

Assieme ad H. G. Wells, Jules Verne è considerato il padre del genere fantascientifico.
Le sue storie avventurose, in particolare Viaggio al centro della Terra (1864), Dalla Terra alla Luna (1865) e Ventimila leghe sotto i mari (1869), mescolano un'audace avventura romantica con una tecnologia molto aggiornata o futuribile, cioè estrapolata nel futuro secondo logica. Le sue opere godettero di un enorme successo commerciale, aprendo la strada ad altri autori. L. Sprague de Camp ha definito Verne "il primo romanziere a tempo pieno di fantascienza del mondo". Malgrado la loro popolarità, le opere di Verne vennero considerate per lungo tempo semplice letteratura per ragazzi: dovettero trascorrere molti anni dalla morte dello scrittore prima che la critica nazionale lo ammettesse a pieno titolo tra i grandi della letteratura francese ed è stato soprattutto a partire dagli anni ottanta del Novecento che la critica anglosassone lo ha ampiamente studiato, ritradotto e riconosciuto come uno dei padri della fantascienza, benché Hugo Gernsback l'avesse riconosciuto esplicitamente come tale già nel 1926, nell'editoriale del primo storico numero di Amazing Stories, la prima rivista interamente dedicata al genere.
Secondo Émile Zola «ha portato alle estreme conseguenze ciò che la scienza considera possibile in teoria, ma che nessuno è riuscito finora a mettere in pratica».
Secondo Antonio Gramsci, «nel Verne c'è l'alleanza dell'intelletto umano e delle forze materiali [...]. Nello stesso tempo però questo equilibrio nelle costruzioni romanzesche del Verne è diventato un limite, nel tempo, alla sua popolarità (a parte il valore artistico scarso): la scienza ha superato Verne e i suoi libri non sono più "eccitanti psichici"».
Secondo Ray Bradbury «senza Verne, molto probabilmente non avremmo mai concepito l'idea di andare sulla Luna.»
Guido Gozzano, nel suo sonetto In morte di Giulio Verne del 1905, scrisse: «La Terra il Mare il Cielo l'Universo per te, con te, poeta dei prodigi, varcammo in sogno oltre la Scienza.»

### La questione massonica
Secondo alcuni autori le opere di Jules Verne contengono moltissimi riferimenti alla Massoneria e ai rituali massonici. In realtà non ci sono prove certe che Verne fosse massone, per cui la questione è dibattuta.

## Omaggi
- A Verne è stato dedicato il cratere Jules Verne sulla Luna, e nel 1995 un asteroide, 5231 Verne.[14]
- Il 2005, nella ricorrenza del centenario della sua morte, è stato dichiarato "anno Jules Verne".

## Opere

### Romanzi deiViaggi straordinari

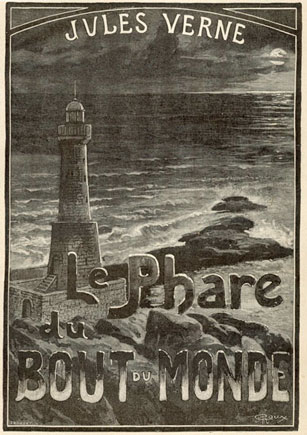
Il faro alla fine del mondo è considerato uno dei migliori romanzi della scena letteraria di Verne.

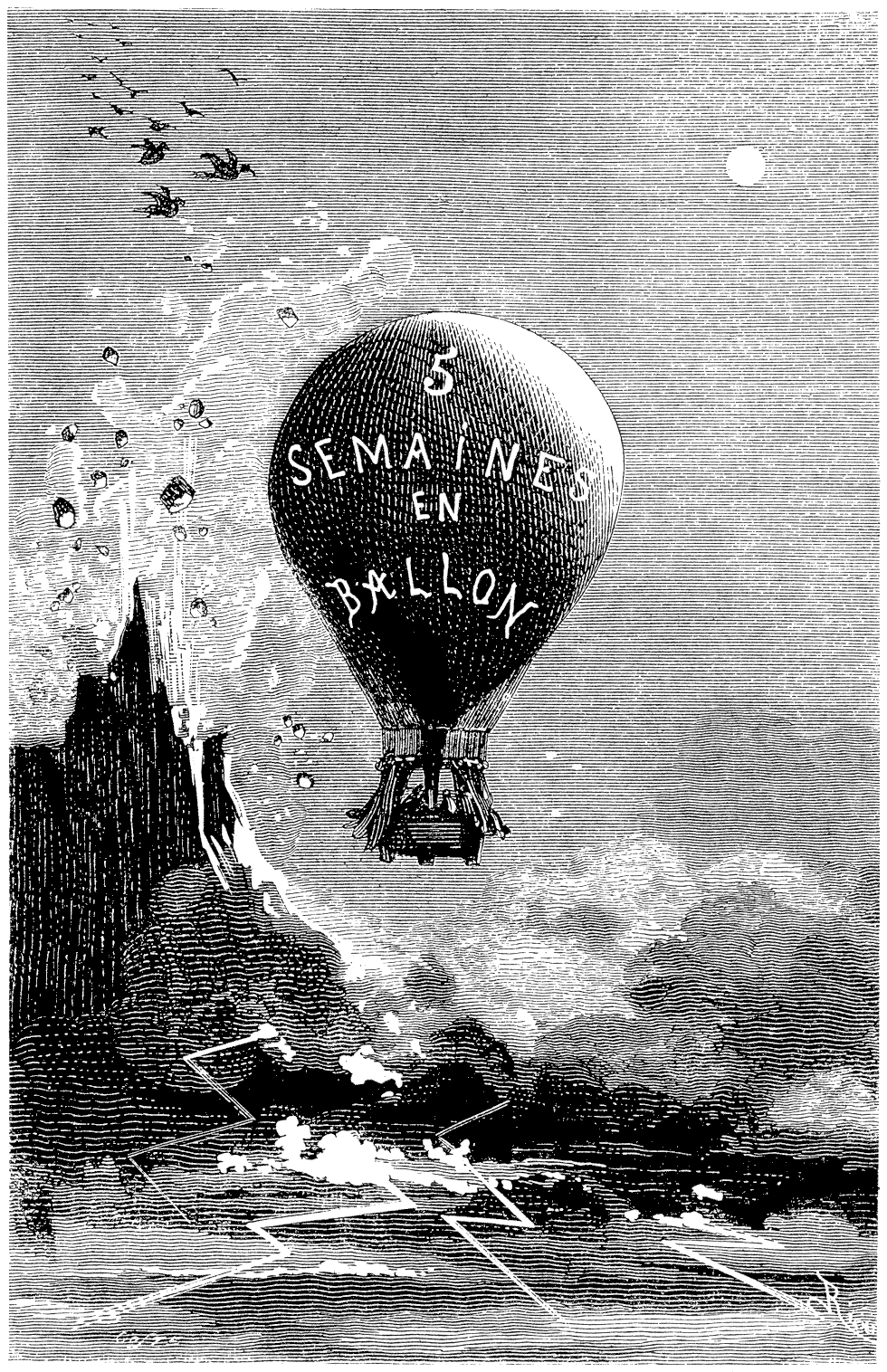
Cinque settimane in pallone (1863)

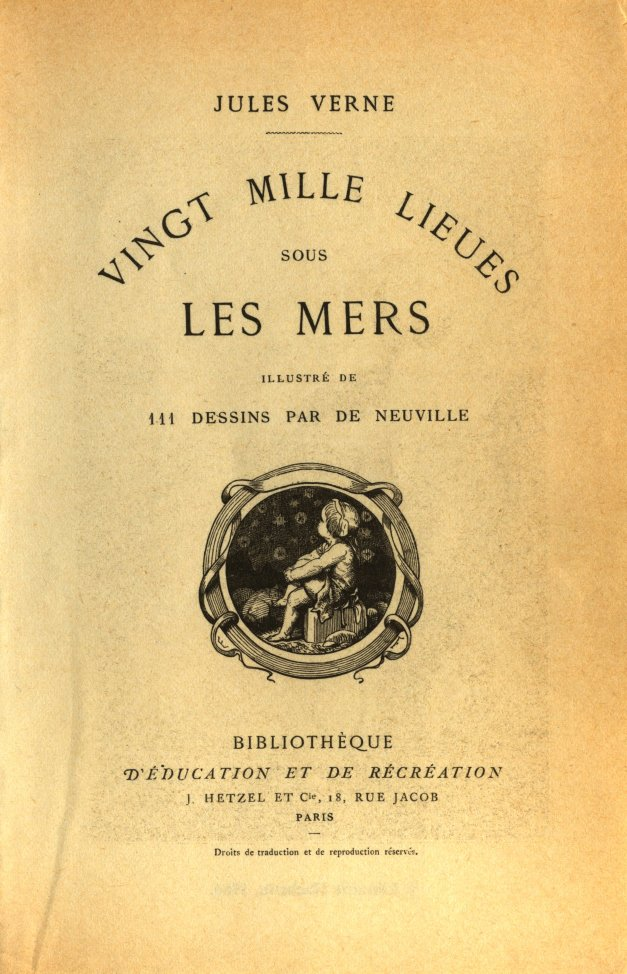
La seconda di copertina di Ventimila leghe sotto i mari (1870)

I Viaggi straordinari (Voyages extraordinaires) sono una serie inizialmente di 54 romanzi scritti e fatti pubblicare da Verne tra il 1863 e il 1905; a questi sono stati aggiunti altri 8 titoli postumi a cura del figlio Michel Verne tra il 1905 e il 1919 e 18 racconti inseriti nei volumi. Obiettivo precipuo e caratteristica dei Voyages era quello - secondo l'editore di Verne Pierre-Jules Hetzel - di "descrivere tutte le conoscenze geografiche, geologiche, fisiche ed astronomiche accumulate dalla scienza moderna e raccontate in una forma divertente e pittoresca... una storia dell'universo".

### Romanzi e racconti non compresi neiViaggi straordinari
- 1846: Un prete nel 1839 (Un prêtre en 1839), pubblicato nel 1991 con i Manuscrits nantais
- 1847: Jédédias Jamet ou l'histoire d'une succession, pubblicato per il pubblico nel 1991 con i Manuscrits nantais
- ? : Pierre-Jean, racconto rimaneggiato da Michel Verne nel La destinée de Jean Morénas, poi pubblicato nel 1910 nella raccolta Hier et demain e nel 1991 con Manuscrits nantais
- 1851: Un dramma in Messico (Un drame au Mexique), racconto lungo pubblicato nel 1876 in appendice a Michel Strogoff
- 1851: Un dramma nell'aria (Un drame dans les airs), racconto pubblicato nel 1874 con Le Docteur Ox
- 1852: Martin Paz (1852), pubblicato nel 1875 con Chancellor
- 1854: Mastro Zacharius o l'orologiaio che aveva perduto l'anima (Maître Zacharius ou l'horloger qui avait perdu son âme), racconto pubblicato nel 1874 con Le Docteur Ox
- 1855: Un inverno tra i ghiacci (Un hivernage dans les glaces), racconto pubblicato nel 1874 con Le Docteur Ox
- 1859: Viaggio a ritroso in Inghilterra e in Scozia (Voyage en Angleterre et en Écosse, pubblicato nel 1989 con il titolo Voyage à reculons en Angleterre et en Écosse)
- 1861: Joyeuses misères de trois voyageurs en Scandinavie, incompleto, i frammenti rimasti sono stati pubblicati nel 2003
- 1861: L'Oncle Robinson, incompleto, pubblicato nel 1991 con Manuscrits nantais
- 1861: Parigi nel XX secolo (Paris au XXe siècle), pubblicato nel 1994
- 1863: Il bluff (Le Humbug), frammento di un racconto pubblicato da Michel Verne e pubblicato nel 1910 nella raccolta Hier et demain
- 1872: Storia dei grandi viaggiatori: da Annone cartaginese a Cristoforo Colombo; Milano: Treves Editore.
- 1885: L'Épave du Cynthia , in collaborazione con André Laurie[17]

### Romanzi postumi
- 1891: La giornata di un giornalista americano nel 2889 (La Journée d'un journaliste américain en 2889), pubblicato nel 1910 nella raccolta Hier et demain, edito già in vita dell'autore nella rivista statunitense "the forum", nel 1889.
- 1891: La famiglia Topone (Aventures de la famille Raton), pubblicato nel 1910 nella raccolta Hier et demain
- 1893: Il signor Rediesis e la signorina Mibemolle (Monsieur Ré-Dièze et Mademoiselle Mi-Bémol), pubblicato nel 1910 nella raccolta Hier et demain
- 1896: Il pilota del Danubio (Le Beau Danube jaune, pubblicato nel 1908 col titolo Le pilote du Danube)
- 1897: I naufraghi del "Jonathan" (En Magellanie, pubblicato nel 1909 col titolo Les Naufragés du "Jonathan")
- 1900: Il vulcano d'oro (Le Volcan d'or), pubblicato nel 1906
- 1901: Le Secret de Wilhelm Storitz, pubblicato nel 1910
- 1901: Caccia alla meteora (La Chasse au météore), pubblicato nel 1908
- 1903: Il faro in capo al mondo (Le Phare du bout du monde), pubblicato nel 1905
- 1904: Voyage d'études, ripreso da Michel Verne nel suo L'étonnante aventure de la mission Barsac
- 1905: Edom, ripreso ne L'eterno Adamo (L'éternel Adam), pubblicato nel 1910 nella raccolta Hier et demain
- 1905: Une ville saharie, usato come ispirazione per il romanzo di Michel Verne L'étonnante aventure de la mission Barsac

### Romanzi scientifici
- 1858: Salon de 1857
- 1864: Edgar Poe et ses œuvres
- 1866: Géographie illustrée de la France et de ses colonies, in collaborazione con Théophile-Sébastien Lavallée
- 1870: Découverte de la terre: Histoire générale des grands voyages et des grands voyageurs, publié en quatre volumes, les trois derniers en collaboration avec Gabriel Marcel - volume 1
- 1878: Découverte de la terre: Histoire générale des grands voyages et des grands voyageurs, publié en quatre volumes, les trois derniers en collaboration avec Gabriel Marcel - volume 2
- 1879: Les grands navigateurs du XVIII e siècle - volume 3
- 1879: Christophe Colomb Traduzione italiana: Cristoforo Colombo. Ed. Philobiblon 2003 a cura di Graziella Martina ISBN 88-88591-05-2
- 1880: Les voyageurs du XIX e siècle en 1880 - volume 4
- 1888: La conquête économique et scientifique du globe, in collaborazione con Gabriel Marcel
- 1890: Souvenirs d'enfance et de jeunesse

### Raccolte
- 1874: Il dottor Ox (Le Docteur Ox); raggruppa: Il dottor Oss (Une fantaisie du Docteur Ox), Mastro Zacharius o l'orologiaio che aveva perduto l'anima (Maître Zacharius), Un dramma nell'aria (Un drame dans les airs), Un inverno tra i ghiacci (Un hivernage dans les glaces) e Quarantième ascension française au mont Blanc (un testo di Paul Verne, ritirato nelle edizioni seguenti).
- 1910: Racconti del passato e dell'avvenire (Hier et demain); raggruppa: La famiglia Topone (Aventures de la famille Raton), Il signor Rediesis e la signorina Mibemolle (Monsieur Ré-Dièze et Mademoiselle Mi-Bémol), Il destino di Giovanni Morenas (La destinée de Jean Morénas), Il bluff (Le Humbug), La giornata di un giornalista americano nel 2889 (Au XXXIX e siècle: La journée d'un journaliste américain en 2889) e L'eterno Adamo (L'Éternel Adam)
- 1991: Manuscrits nantais (volume 3) a tiratura limitata: Un prêtre en 1835, Jédédias Jamet, Le siège de Rome, Le mariage de M. Anselme des Tilleuls, San Carlos, Pierre-Jean e L'Oncle Robinson
- 1993: San Carlos et autres récits comprende: Pierre-Jean, Le mariage de M. Anselme des Tilleuls, Le siège de Rome, San Carlos, Jédédias Jamet e Voyage d'études

### Opere teatrali
- 1846: La congiura delle polveri (La Conspiration des poudres), dramma in versi in cinque atti
- 1847: Alessandro VI (Alexandre VI), dramma in versi in cinque atti
- 1847: Un dramma al tempo di Luigi XV (Un drame sous Louis XV), commedia in versi in cinque atti
- 1847: Don Galaor (Don Galaor), sinossi di commedia in due atti
- 1847: Il quarto d'ora di Rabelais (Le Quart d'heure de Rabelais), commedia in un atto
- 1847: Una passeggiata al mare (Une promenade en mer), vaudeville in un atto
- 1849: Il gallo cedrone (Le Coq de bruyère), sinossi di commedia in un atto
- 1849: Si ha spesso bisogno di qualcuno più piccolo di noi (On a souvent besoin d'un plus petit que soi), sinossi
- 1849: Abdullah (Abd'Allah), vaudeville in due atti
- 1850: La milleduesima notte (La Mille et deuxième nuit), commedia in un atto, musica di Aristide Hignard
- 1850: Quiridine et Quidinerit (Quiridine et Quidinerit) commedia all'italiana in tre atti
- 1850: La Guimard (La Guimard), commedia in due atti
- 1850: Le paglie rotte (Les Pailles rompues), commedia in un atto con la probabile collaborazione di Alexandre Dumas figlio
- 1851: Tra Scilla e Cariddi (De Charybde en Scylla), commedia in versi in un atto
- 1852: Il "tour" di Montlhéry (La Tour de Montlhéry), dramma in cinque atti e un prologo, in collaborazione con Charles Wallut
- 1852: I castelli in California (Les Châteaux en Californie), "comédie-proverbe" in prosa in un atto, in collaborazione con Pitre-Chevalier
- 1853: Le gioie del giorno (Les Heureux du jour), commedia in versi in cinque atti
- 1853: Un figlio adottivo (Un Fils adoptif), commedia in un atto, in collaborazione con Charles Wallut
- 1853: A mosca cieca (Le Colin-maillard), opera comica in un atto, in collaborazione con Michel Carré. Musica di Aristide Hignard
- 1854: Guerra ai tiranni (Guerre aux tyrans), commedia in versi in un atto
- 1855: A bordo dell'Adour (Au bord de l'Adour), commedia in versi in un atto
- 1855: I soci della Maggiorana (Les Compagnons de la Marjolaine), opera comica in un atto, in collaborazione con Michel Carré. Musica di Aristide Hignard
- 1855: Monna Lisa (Monna Lisa), commedia in versi in atto
- 1858: La pagina di Madame Malborough (Le Page de Madame Malborough), operetta in un atto attribuita a Jules Verne. Musica di Frédéric Barbier
- 1858: Il signor Di Scimpanzé (Monsieur de Chimpanzé), operetta in un atto. Musica di Aristide Hignard
- 1860: L'albergo delle Ardenne (L'Auberge des Ardennes), opera comica in un atto, in collaborazione con Michel Carré. Musica di Aristide Hignard
- 1861: Undici giorni di assedio (Onze jours de siège), commedia in prosa in tre atti, in collaborazione con Charles Wallut e, probabilmente, Victorien Sardou
- 1867: Le sabine (Les Sabines), opera buffa, in collaborazione con Charles Wallut
- 1871: Il polo nord (Le Pôle Nord), sinossi di commedia in sei atti e un prologo, quattordici quadri, tratto dal romanzo "Le avventure del capitano Hatteras"
- 1873: Un nipote d'America (Un neveu d'Amérique), commedia in tre atti, in collaborazione con Charles Wallut
- 1874: Secondo atto di una commedia senza titolo
- 1874: Il giro del mondo in ottanta giorni (Le Tour du monde en quatre-vingts jours), cinque atti e un prologo, quindici quadri, in collaborazione con Adolphe Dennery
- 1877: Il dottor Ox (Le Docteur Ox), opera buffa di Jacques Offenbach, adattamento di Philippe Gille con la probabile collaborazione di Jules Verne
- 1878: I figli del capitano Grant (Les Enfants du capitaine Grant), commedia in cinque atti e un prologo, tredici quadri in collaborazione con Adolphe Dennery
- 1880: Michele Strogoff (Michel Strogoff), commedia "à grand spectacle", in cinque atti e un prologo, in collaborazione con Adolphe Dennery
- 1882: Viaggio attraverso l'impossibile (Voyage à travers l'Impossible), commedia fantastica in tre atti, diciassette quadri, in collaborazione con Adolphe Dennery
- 1883: Keraban il testardo (Kéraban-le-Têtu), commedia in cinque atti

### Discorsi
Ricevimento all'Università di Amiens
- 1875: Risposta al discorso del Sig. Gustave Dubouis
- 1875: Risposta al discorso del Sig. Gédéon Baril
- 1881: Risposta al discorso del Sig. Pacaut
- 1892: Risposta al discorso del Sig. Ricquier

Altro
- 1889: Rendiconto morale della Cassa delle Scuole per l'anno 1888
- 1889: Discorso d'inaugurazione del circo municipale
- 1891: Troppi fiori!
- 1893: Discorso di distribuzione dei premi del Liceo delle giovani ragazze
- 1894: Il Presidente suo malgrado
- 1898: Rendiconto delle operazioni della Cassa di Risparmio di Amiens per l'anno 1897

## Trasposizioni in altri media
Grazie alla sua popolarità enorme e continuativa, la produzione letteraria di Verne può vantare una gran quantità di adattamenti e riduzioni su numerosi mass media. Alcuni di questi, pur non essendo direttamente riconducibili a opere dello scrittore, ne sono comunque una filiazione: è il caso di un concept scritto da Hayao Miyazaki negli anni 1970 e direttamente ispirato dalle opere di Verne, ma poi sfruttato in varia misura come fonte per almeno altre quattro opere distinte, ovvero Conan il ragazzo del futuro, Laputa - Castello nel cielo, Nadia - Il mistero della pietra azzurra e Neon Genesis Evangelion.

### Cinema

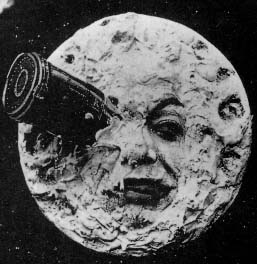
Celebre fotogramma di Viaggio nella Luna (Le voyage dans la Lune, 1902) di Georges Méliès, generalmente citato come il primo film di fantascienza.

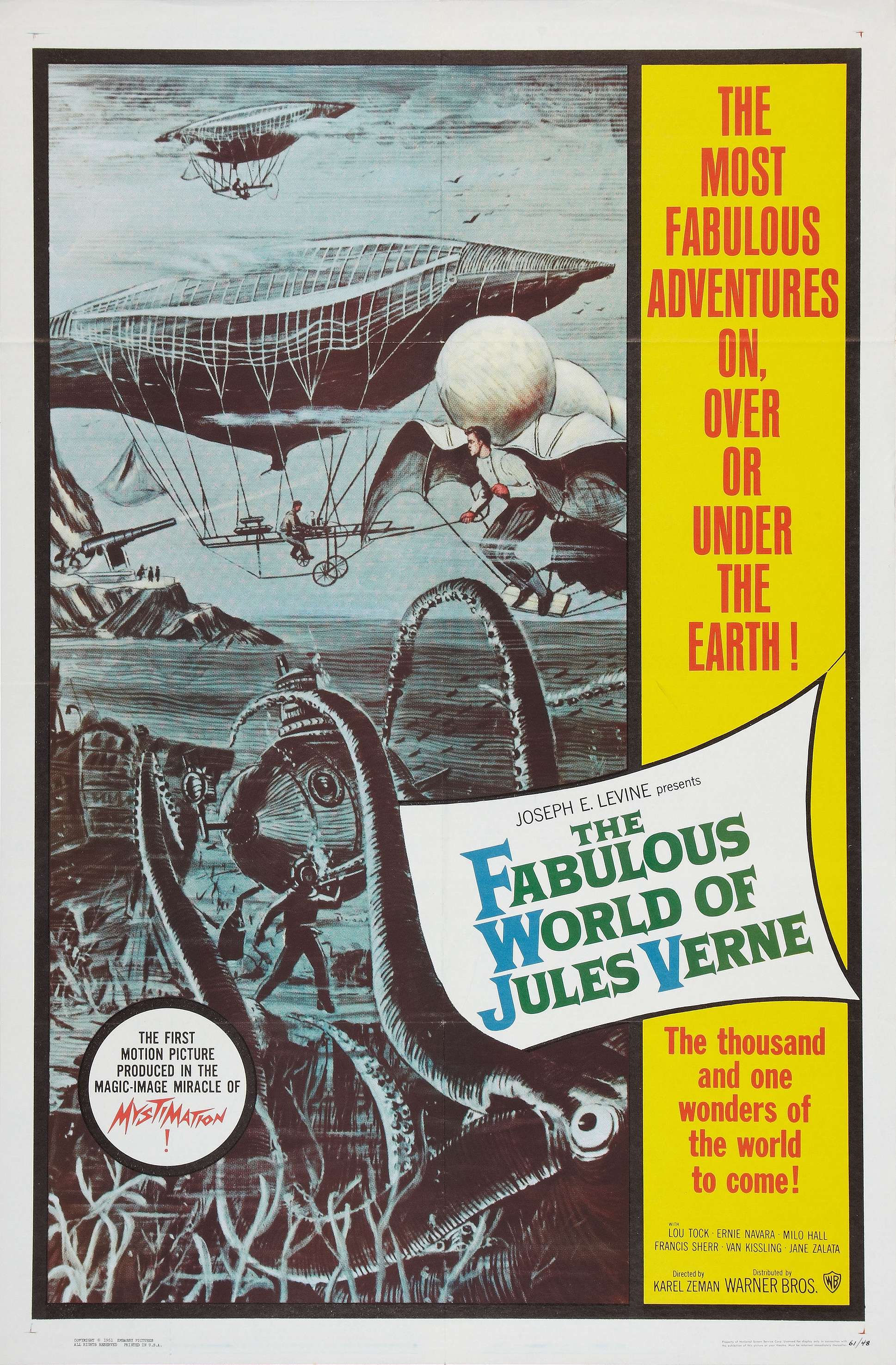
Locandina statunitense del film cecoslovacco La diabolica invenzione (Vynález skázy, 1958)

Di Verne si è occupato anche il cinema, fin dai suoi inizi, trasponendo a più riprese molti dei suoi romanzi: da Intorno alla Luna e Dalla Terra alla Luna fu tratto nel 1902 uno dei primissimi film di fantascienza a opera del regista francese Georges Méliès, Viaggio nella Luna (Voyage dans la Lune). Di varie opere si sono avute delle trasposizioni, come Il giro del mondo in 80 giorni, Viaggio al centro della Terra, Michele Strogoff, I figli del capitano Grant, L'isola misteriosa e Ventimila leghe sotto i mari, sia per il grande sia, in seguito, per il piccolo schermo.
Si riporta di seguito una filmografia (non esaustiva):
- 1902: Viaggio nella Luna (Le voyage dans la Lune) di Georges Méliès, da Dalla Terra alla Luna
- 1904: Viaggio attraverso l'impossibile (Le voyage à travers l'impossible) di Georges Méliès, sceneggiatura dello stesso Verne
- 1907: Ventimila leghe sotto i mari (20000 lieues sous les mers) di Georges Méliès, da Ventimila leghe sotto i mari
- 1910: Michael Strogoff di J. Searle Dawley, da Michele Strogoff
- 1912: À la conquête du Pole di Georges Méliès, da Le avventure del capitano Hatteras
- 1913: I figli del capitano Grant (Les enfants du capitaine Grant) di Victorin-Hippolyte Jasset e Henry Roussel, da I figli del capitano Grant
- 1914: Viaggio nella Luna (A Trip to the Moon) di Georges Méliès e Vincent Whitman, da Dalla Terra alla Luna
- 1914: Michele Strogoff (Michael Strogoff) di Lloyd B. Carleton, da Michele Strogoff
- 1916: Ventimila leghe sotto i mari (20,000 Leagues under the Sea) di Stuart Paton, da Ventimila leghe sotto i mari
- 1926: Michele Strogoff (Michel Strogoff) di Viktor Tourjanski, da Michele Strogoff
- 1929: L'isola misteriosa (The Mysterious Island) di Lucien Hubbard e - non accreditati - Benjamin Christensen e Maurice Tourneur, da L'isola misteriosa
- 1935: Michele Strogoff (Michel Strogoff) di Jacques de Baroncelli e Richard Eichberg, da Michele Strogoff
- 1936: I figli del capitano Grant (Deti kapitana Granta) di Vladimir Vajnshtok e David Gutman, da I figli del capitano Grant
- 1936: Il corriere dello zar (Der Kurier des Zaren) di Richard Eichberg (1936), da Michele Strogoff
- 1937: The Soldier and the Lady (The Soldier and the Lady) di George Nichols Jr. e - non accreditato - Richard Eichberg, da Michele Strogoff
- 1941: L'isola misteriosa (Tainstvennyy ostrov) di B.M. Chelintsev e Eduard Pentslin, da L'isola misteriosa
- 1944: Michele Strogoff (Miguel Strogoff) di Miguel M. Delgado, da Michele Strogoff
- 1946: Un capitano di quindici anni (Pyatnadtsatiletniy kapitan) di Vasili Zhuravlyov, da Un capitano di quindici anni
- 1951: L'isola misteriosa (Mysterious Island) di Spencer Gordon Bennet, da L'isola misteriosa
- 1952: Episodi Ventimila leghe sotto i mari - Parte I: La caccia (Twenty Thousand Leagues under the Sea - Part 1: The Chase) e Ventimila leghe sotto i mari - Parte II: La fuga (Twenty Thousand Leagues under the Sea - Part 2: The Escape) dalla serie televisiva Racconti di domani (Tales of Tomorrow) di Charles S. Dubin, Don Medford, Franklin J. Schaffner e Leonard Valenta, da Ventimila leghe sotto i mari
- 1954: Ventimila leghe sotto i mari (20000 Leagues under the Sea) di Richard Fleischer, da Ventimila leghe sotto i mari
- 1955 Michele Strogoff (Miguel Strogoff) di Luiz Gallon, serie televisiva, da Michele Strogoff
- 1956: Il giro del mondo in 80 giorni (Around the World in Eighty Days) di Michael Anderson, da Il giro del mondo in 80 giorni
- 1958: La diabolica invenzione (Vynález skázy) di Karel Zeman, da Di fronte alla bandiera
- 1956: Michele Strogoff (Michel Strogoff) di Carmine Gallone, da Michele Strogoff
- 1959: Viaggio al centro della Terra (Journey to the Center of the Earth) di Henry Levin, da Viaggio al centro della Terra
- 1961: Il padrone del mondo (Master of the World) di William Witney, da Padrone del mondo
- 1961: Valley of the Dragons, regia di Edward Bernds
- 1961: L'isola misteriosa (Mysterious Island) di Cy Endfield, da L'isola misteriosa
- 1962: I figli del capitano Grant (In search of the Castaways) di Robert Stevenson, da I figli del capitano Grant
- 1962: Cinque settimane in pallone (Five Weeks in a Balloon) di Irwin Allen (1962), da Cinque settimane in pallone
- 1962: Il grande ribelle, da Mathias Sandorf
- 1970: L'arca del sig. Servadac, anche noto come La pazza guerra, La pazza guerra delle comete, L'arca del signor Servadac (Na kometě) di Karel Zeman, da Hector Servadac
- 1971: Il faro in capo al mondo (The Light At The edge Of The World) di Kevin Billington, da Il faro in capo al mondo
- 1986: Il raggio verde (Le rayon vert) di Éric Rohmer, da Il raggio verde
- 2004: Il giro del mondo in 80 giorni (Around the World in Eighty Days) di Frank Coraci, da Il giro del mondo in 80 giorni
- 2005: L'isola misteriosa (Mysterious Island -the most thrilling Adventure unknown by man) di Russel Mulcahy, da L'isola misteriosa
- 2008 Viaggio al centro della Terra 3D (Journey to the Center of the Earth) di Eric Brevig, da Viaggio al centro della Terra
- 2012: Viaggio nell'isola misteriosa (Journey 2: The Mysterious Island) di Brad Peyton, da L'isola misteriosa